# 가미사카에마치역
가미사카에마치역(일본어: 上栄町駅)은 일본 시가현 오쓰시에 있는 게이한 전기철도 게이한 게이신 선의 역이다. 역 번호는 OT35이다.

## 역사
- 1912년 8월 15일: 게이신 전기궤도 후루카와초 ~ 후다노쓰지 구간 개통과 동시에 나가라코엔시타역으로 영업 개시.
- 1925년
  - 2월 1일: 회사 합병으로 게이한 전기철도의 역이 됨.
  - 5월 5일: 후다노쓰지 ~ 하마오쓰 역간 연장 개통.
- 1943년
  - 10월 1일: 회사 합병으로 게이한신 급행 전철의 역이 됨.
  - 11월 10일: 이시야마사카 본선의 오하시호리 역, 아무리세키 역과 함께 나가라코엔시타 역 폐지.
- 1946년 1월 1일: 나가라코엔시타 역 부활.
- 1948년 10월 15일: 하행선 사용 중지.
- 1949년
  - 3월 1일: 하행선 사용 재개.
  - 12월 1일: 회사 분리로 다시 게이한 전기철도의 역이 됨.
- 1959년 3월 1일: 가미사카에마치역으로 역명 변경, 급행 정차역이 됨.
- 1997년경: 게이신 선 4량화에 따라 승강장을 연장하면서 개찰기, 정산기, 매표기를 설치함.
- 2007년 4월 1일: IC카드 "PiTaPa"의 이용 개시.

## 역 구조
상대식 승강장 2면 2선의 지상역이다. 건널목을 끼고 남쪽에 하마오쓰 방면 승강장에 역사와 플랫폼, 북쪽에 미사사기 방면의 승강장이 있다. 하마오쓰 방면 승강장의 역사에는 자동 매표기나 자동 개찰기가 있다.
미사사기 방면 승강장에 대해서는 개찰구가 아닌, 직접 연결되어 있다. 자동 매표기도 없는 관계로 승차역 증명서를 받아 하차역에서 운임을 정산하거나 하마오쓰 방면 승강장에 설치된 자동 매표기에서 승차권을 구입한다. 또, 공간 관계상에서는 미사사기 방면 승강장에는 자동 개찰기가 없고, 하마오쓰 역에서 스루카 KANSAI 대응 카드로 승차한 경우에는 하차역을 지나쳐 정산기에서 운임을 한다. IC카드용 카드 리더기는 승강장 양쪽으로 설치되어 있다.
역 관계자들은 평일의 경우에는 이른 아침, 야간 시간대를 제외하고 토,휴일에는 낮 시간에만 배치된다.

### 승강장
| ■ 게이신 선 (상행) | 하마오쓰・이시야마데라・사카모토 방면                                                              |
| ■ 게이신 선 (하행) | 산조케이한・교토시야쿠쇼마에・우즈마사텐진가와・데마치야나기・오사카 (요도야바시・나카노시마) 방면 |

※ 두 승강장의 유효 길이는 4량으로 승강장 번호는 설정되지 않았다.

## 역 주변
지형적으로는 오오사카 고개에서 서쪽으로 야마시나 분지의 비껴진 곳에 위치하고 시가 현에 속한다. 역 인근에는 노포인 "장어의 명가"나 고개의 찻집이 있을 만큼 보이지만, 메이신 고속 세미마루 터널 서쪽의 입구에서 북쪽으로 가는 길에 오타니 단지와 오쓰 시 교통국 승마 연습장이 있다.
지형적으로는 오오사카코시보다 서쪽(교토 부 측)이지만 시가 현에 포함된다. 오쓰 그림의 발상지이다.
- 나가라 공원
- 미쓰하시 세쓰코 미술관・나가라 창작 전시관
- 오쓰 적십자 병원
- 오쓰 교마치 우체국
- 니시토모 오쓰 점
- JR 서일본 도카이도 본선 오쓰역[1]
- 국도 제161호선
- 도카이도
- 세키노세미마루 신사

## 인접역
| 게이한 전기철도 ■ 게이한 게이신 선 | 게이한 전기철도 ■ 게이한 게이신 선 | 게이한 전기철도 ■ 게이한 게이신 선 |
| ---------------------------------- | ---------------------------------- | ---------------------------------- |
| OT34 오타니 미사사기 방면          |                                    | 하마오쓰 OT12 하마오쓰 방면        |